# Rock and roll
O rock and roll, também conhecido como rock & roll, rock'n'roll, é um gênero musical surgido nos Estados Unidos no final entre as décadas 1940 e 1950, com raízes nos estilos musicais norte-americanos, como: country, blues, R&B, e que rapidamente se espalhou para o resto do mundo.
O instrumento mais comum neste estilo é a guitarra, sempre presente nas bandas, podendo possuir um único instrumentista, ou dois com funções diferenciadas (guitarrista base e solo). Que além deste instrumento, as bandas são formadas por um: contrabaixo (após 1950, um baixo elétrico) e uma bateria. Nos primórdios do rock and roll, também se utilizava o piano ou o saxofone frequentemente como instrumentos bases, mas estes foram substituídos ou suplementados, geralmente, pela guitarra a partir da metade dos anos 1950.
A batida é essencialmente um blues com country com contratempo acentuado, este último quase fornecido por uma caixa-clara. A enorme popularidade e eventual visão no mundo inteiro do rock and roll deu-lhe um impacto social único. Muito além de ser simplesmente um gênero musical, como visto nos filmes e na televisão e de acordo com a mídia que se desenvolvia na época, influenciou estilos de vida, moda, atitudes e linguagem.
Sister Rosetta Tharpe, uma cantora gospel e guitarrista da década de 1920 
chamada de "madrinha do rock", criou a base deste gênero e inspirou vários músicos famosos: Elvis Presley, B.B. King, Bob Dylan, Chuck Berry.

## História

### Origens do Gênero
Por se tratar de gêneros musicais que foram influenciados e influenciam em ritmo acelerado, a delimitação exata de onde termina o R&B ou o soul e começa o rock and roll é impossível de ser apontada, mas aceita-se que as "origens" do rock and roll remontam entre as décadas de 1940 e 1950, através de uma combinação de diversos gêneros musicais populares na época. Estes incluíram: o gospel, a folk, o blues - em especial as formas elétricas desenvolvidas em Memphis, Nova Orleans e Texas - à base do boogie woogie tocado no piano e um jump blues, que se tornaram conhecidos como a fusão R&B. Também adicionaram-se influências de country e jazz.
No entanto, elementos de rock and roll podem ser ouvidos em gravações country da década de 1910 e blues dos anos 1920. Muitos brancos norte-americanos experimentaram o jazz e blues afro-americanos, que, frequentemente, eram relegados à condição de "race music" (código da indústria fonográfica para estações de rádio de rhythm and blues) e que raramente eram ouvidos pela corrente majoritária branca.
Poucos músicos negros de rhythm and blues, notadamente Louis Jordan, The Mills Brothers e The Ink Spots, alcançaram algum sucesso, embora em alguns casos (como o da canção Choo Choo Ch'Boogie, de Jordan), este êxito tenha sido alcançado com canções escritas por compositores brancos. O gênero western swing da década de 1930, geralmente tocado por músicos brancos, também seduziu fortemente o blues e diretamente influenciou o rockabilly e o rock and roll, como pode ser ouvido, por exemplo, na canção Jailhouse Rock, de Elvis Presley, de 1957.
O desenvolvimento do rock and roll foi um processo evolutivo, não há um registro único que pode ser identificado como inequivocamente "o primeiro" disco de rock and roll. Candidatos para o título de "primeiro disco de rock and roll" incluem "Strange Things Happening Everyday"  de Sister Rosetta Tharpe (1944); "Rock Awhile" de Goree Carter (1949); "Rock the Joint" de Jimmy Preston (1949), que mais tarde foi regravado por Bill Haley & His Comets, em 1952; "Rocket 88" de Jackie Brenston and his Delta Cats (na verdade, Ike Turner e sua banda The Kings of Rhythm), gravada na Sun Records de Sam Phillips em março de 1951, em termos de sua grande impacto cultural em toda a sociedade americana e outros lugares do mundo, "Rock Around the Clock" de Bill Haley, foi gravada em abril 1954, mas não foi um sucesso comercial até o ano seguinte; é geralmente reconhecida como um marco importante, mas foi precedida de muitas gravações das décadas anteriores em que os elementos do rock and roll pode ser claramente detectados.
Voltando mais algumas décadas, o rock and roll pode traçar uma linhagem para o distrito de Five Points, em Manhattan, em meados do século XIX, cenário da primeira fusão pesadamente rítmica de danças africanas com a melodia de gêneros europeus (especialmente de origem irlandesa).
Em 1956, no filme Rock, Rock, Rock, Alan Freed interpreta a si mesmo e diz ao público que "Rock and roll é um rio musical que tem absorvido muitos riachos: rhythm and blues, jazz, ragtime, canções de cowboy, country e folk. Todos contribuíram para o big beat."
A tabela abaixo aponta algumas, mas não todas, as principais influências sobre o rock and roll. O que deve ser salientado é que, antes do rock and roll, a música foi categorizada por: raça, nacionalidade, localização, estilo, instrumentação, técnicas vocais e até mesmo por religião. No entanto, com a imensa popularidade e sucesso comercial de Elvis Presley em 1956, o Rock and roll se tornou um objeto angular da indústria musical americana. Nunca mais a música foi definida e categorizada desta forma.

### Origens da expressão
A palavra rock teve uma longa história no idioma inglês como uma metáfora para to shake up, to disturb or to incite (sacudir, perturbar ou incitar). Em 1937, Chick Webb e Ella Fitzgerald gravaram "Rock It for Me", que incluía na letra o verso So won't you satisfy my soul with the rock and roll. (Então, você não vai satisfazer a minha alma com o rock and roll.). Já o termo Rocking era usado por cantores negros gospel no sul dos Estados Unidos para dizer algo semelhante ao êxtase espiritual. Pela década de 1940, no entanto, o termo foi usado como um duplo sentido, referindo-se pretensamente a dançar e ao ato sexual, como em "Good Rocking Tonight", de Roy Brown.

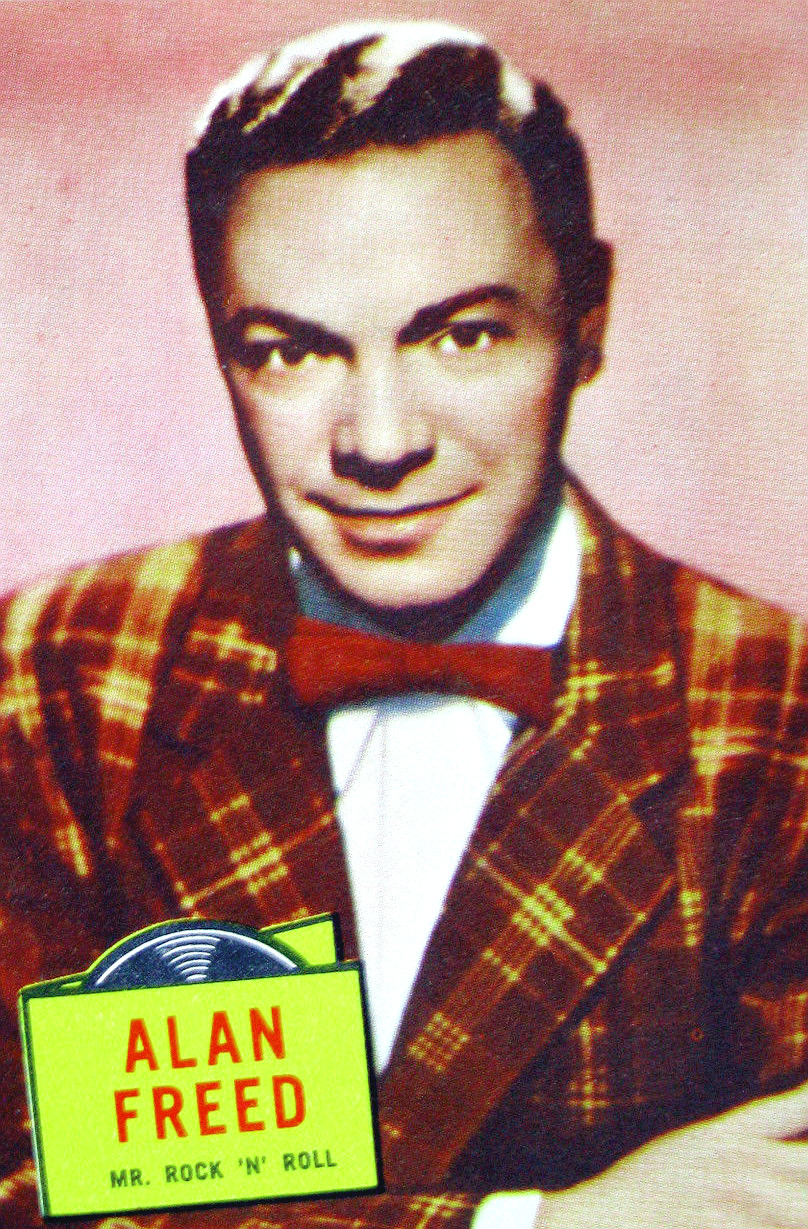
O DJ Alan Freed em 1957

O verbo roll era uma metáfora medieval que significava ter relações sexuais. Durante centenas de anos, escritores têm utilizado expressões como They had a roll in the hay (Eles tiveram um rolo no feno) ou I rolled her in the clover (Eu transei com ela no trevo). Os termos eram muitas vezes utilizados em conjunto (rocking-and-rolling) para descrever o movimento de um navio no mar, por exemplo, como na canção Rock and Roll, das Irmãs Boswell, em 1934, que apareceu no filme Transatlantic Merry-Go-Round' (literalmente, Transatlântico Carrossel), naquele mesmo ano, e na canção "Rockin 'Rollin' Mama", de Buddy Jones em 1939. O cantor country Tommy Scott se referia ao movimento de um trem na ferrovia em Rockin e Rollin, de 1951.
Uma versão alternativa às origens de rocking-and-rolling pode, ainda, remonta aos trabalhadores das ferrovias Reconstruction South. Esses homens cantariam canções na batida do martelo para manter o ritmo do seu instrumento de trabalho. Ao final de cada linha em uma canção, os homens balançariam seus martelos para baixo para fazer um furo na rocha. Os shakers - homens que ocupavam as pontas de aço perfuradas pelo martelo humano - "balançariam" o prego para frente e para trás para limpar a pedra ou rolar, girando o prego para melhorar a 'mordida' da broca.
Até então, a frase rocking-and-rolling ("balançando e rolando"), conforme uma gíria laica negra que remete a dançar ou fazer sexo, apareceu em gravações pela primeira vez em 1922, na canção My Man Rocks Me With One Steady Roll de Trixie Smith. Mesmo antes, em 1916, o termo rocking-and-rolling foi usado com conotação religiosa, no registro fonográfico de The Camp Meeting Jubilee, gravado por um quarteto masculino desconhecido.
Em 1934, a canção "Rock and Roll" por Boswell Sisters apareceu no filme Transatlantic Merry-Go-Round. Em 1942,  o colunista da revista Billboard, Maurie Orodenker começaram a usar o termo "rock-and-roll" para descrever gravações otimistas, como "Rock Me", de Sister Rosetta Tharpe. Em 1943, o "Rock and Roll Inn"  em Merchantville, Nova Jérsia, foi estabelecido como um local de música.
A expressão foi também incluída nos anúncios para o filme "Wabash Avenue", estrelado por Betty Grable e Victor Mature. Uma propaganda para o filme que circulou em 12 de abril de 1950 anunciou Ms. Grable como the first lady of rock and roll e Wabash Avenue como the roaring street she rocked to fame.
Três diferentes canções com o título "Rock and Roll" foram gravadas no final dos anos 1940: uma em 1947 por Paul Bascomb, outra por Wild Bill Moore em 1948, e ainda outra em 1949 por Doles Dickens, e a expressão estava em constante uso nas letras de canções R&B da época. Um outro registro onde a frase foi repetida durante toda a canção foi em Rock and Roll Blues, gravado em 1949 por Erline Rock and Roll Harris.
Em 1951, em Cleveland (Ohio), o DJ Alan Freed começou a tocar R&B para uma audiência multirracial. Freed é creditado como o primeiro a utilizar a expressão "rock and roll" para descrever a música. No entanto, o termo já tinha sido apresentado ao público dos Estados Unidos, especialmente nas letras de muitas gravações rhythm and blues.

## Início e primeiras gravações

### Rockabilly

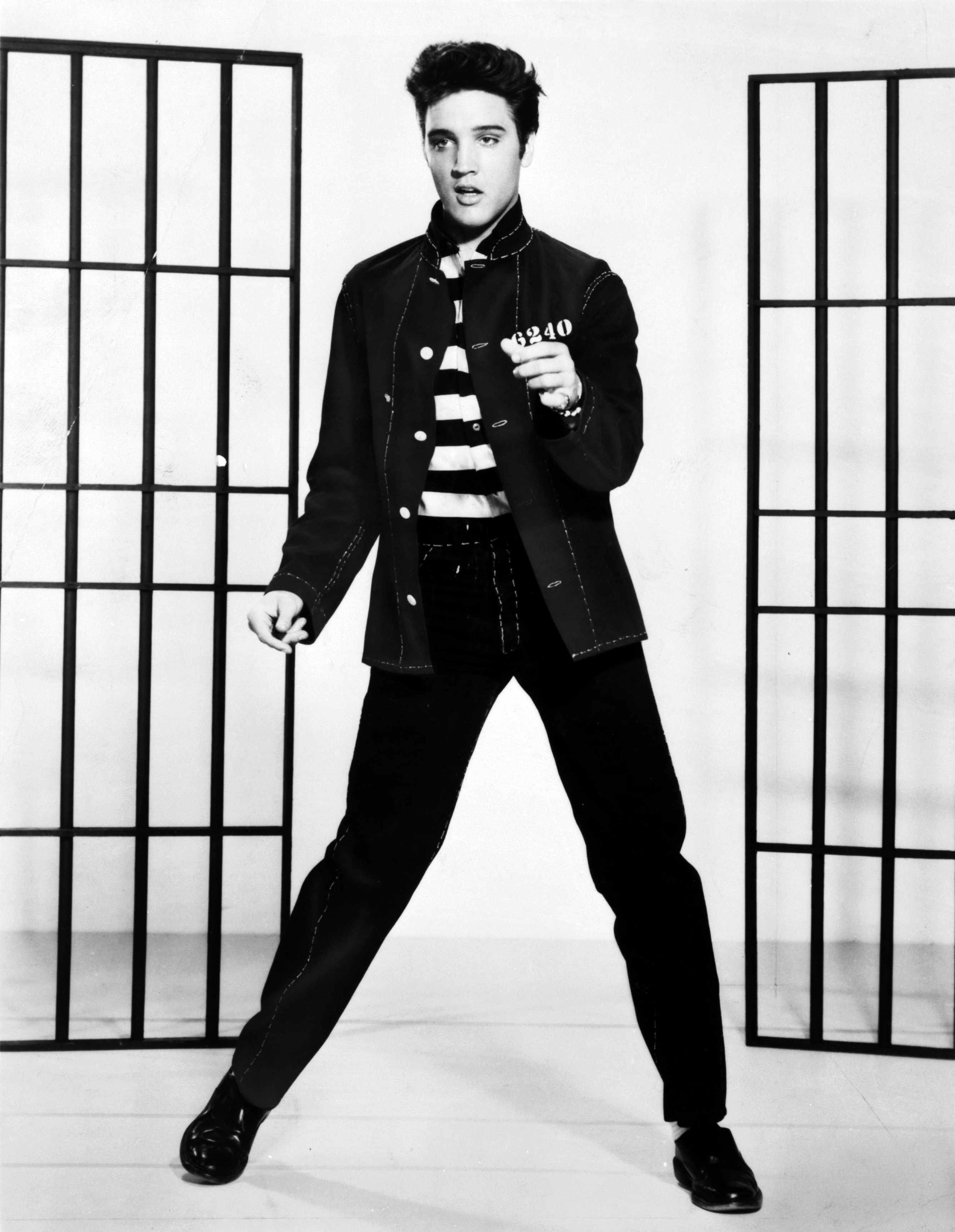
Elvis Presley em uma foto de promocional para Jailhouse Rock em 1957

"Rockabilly", geralmente (mas não exclusivamente) se refere ao tipo de rock and roll, que foi tocado e gravado em meados dos anos 1950 por cantores brancos, como Elvis Presley, Carl Perkins e Jerry Lee Lewis, que tinham bastante influência da música country. Muitos outros cantores populares de rock and roll da época, como Fats Domino, Chuck Berry e Little Richard, vieram da tradição do rhythm and blues negro, faziam músicas que atraiam a plateias brancas, e normalmente não são classificados como "rockabilly".
Em julho de 1954, Elvis Presley gravou um hit regional: "That's All Right", pela gravadora de Sam Phillips, a Sun Records em Memphis. Dois meses antes, em Maio de 1954, Bill Haley e Seus Cometas gravaram "Rock Around the Clock". Embora apenas tenha sido um hit menor quando lançado, quando usado na sequência de abertura do filme "Blackboard Jungle", um ano mais tarde, ela realmente passou a definir o auge do rock and roll em movimento. A canção se tornou um dos maiores sucessos na história, e frenéticos grupos adolescentes para ver Haley e os Cometas tocar, causavam em algumas cidades. "Rock Around the Clock" foi um avanço tanto para o grupo e para todas as músicas de rock and roll. Se tudo que veio antes de lançar as bases, "Clock" introduziu a música para um público global.
Em 1956, a chegada de rockabilly foi sublinhada pelo sucesso de canções como "Folsom Prison Blues", de Johnny Cash, "Blue Suede Shoes", de Carl Perkins e o Hit No. 1 de Presley, "Heartbreak Hotel", de Presley. Por alguns anos, tornou-se a forma de rock and roll de maior sucesso comercial. Atos posteriores do rockabilly, particularmente cantores como Buddy Holly, seriam uma grande influência nos artistas da Invasão Britânica e particularmente na composição dos Beatles e, por meio deles, na natureza posterior do rock.

### Doo wop
Doo-wop era uma das formas mais populares do rhythm and blues dos anos 50, muitas vezes comparadas ao rock and roll, com ênfase em harmonias vocais de várias partes e letras de apoio sem sentido (de onde se originaria seu nome), que geralmente eram suportado com instrumentação leve. Suas origens estavam nos grupos vocais afro-americanos das décadas de 1930 e 40, como Ink Spots e Mills Brothers, que tiveram considerável sucesso comercial com arranjos baseados em harmonias estreitas. Eles foram seguidos por artista vocais de R&B dos anos 40, como The Orioles, The Ravens e The Clovers, que injetaram um forte elemento do gospel tradicional e, cada vez mais, a energia do jump blues. Em 1954, quando o rock and roll estava começando a surgir, vários artistas semelhantes começaram a passar das paradas de R&B para o sucesso principal, muitas vezes com adição de buzinas e saxofones, como Crows, Penguins, El Dorados e Turbans, todos marcando grandes hits. Apesar da explosão subsequente nas gravações de artistas doo wop nos anos 50, muitos não conseguiram traçar ou foram artistas de um só sucesso. As exceções incluíam o The Platters, com músicas como "The Great Pretender" (1955) e The Coasters com canções humorísticas como "Yakety Yak" (1958), ambas classificadas entre os artistas de rock and roll de maior sucesso da época. No final da década, havia um número crescente de cantores brancos, especialmente ítalo-americanos, ocupando o Doo Wop, criando grupos totalmente brancos como os Mystics e Dion and the Belmonts, e grupos racialmente integrados como The Del-Vikings e The Impalas. O Doo-wop seria uma grande influência na surf music vocal, soul e no início do Merseybeat, incluindo os Beatles.

### Versões cover

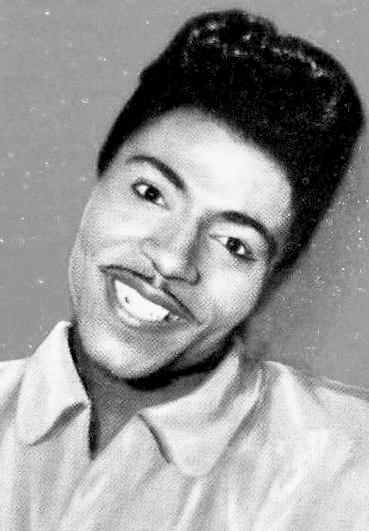
Little Richard em 1957

Muitos dos primeiros sucessos do rock and roll branco foram versões covers ou reescritas parciais de canções anteriores do rhythm and blues ou do blues negro. No final dos anos 1940 e no início dos anos 1950, a música R&B vinha ganhando uma batida mais forte e um estilo mais selvagem, com artistas como Fats Domino e Johnny Otis acelerando os tempos e aumentando a batida de fundo para grande popularidade no circuito de juke joint. Antes dos esforços de Freed e outros, a música negra era tabu em muitas rádios de propriedade de brancos, mas artistas e produtores rapidamente reconheceram o potencial do rock and roll. Algumas das primeiras gravações de Presley foram covers de black rhythm and blues ou blues, como "That's All Right" (um arranjo country de um número de blues), "Baby Let's Play House", "Lawdy Miss Clawdy" e "Hound Dog". As linhas raciais, no entanto, são um tanto mais nubladas pelo fato de algumas dessas canções R&B originalmente gravadas por artistas negros terem sido escritas por compositores brancos, como a equipe de Jerry Leiber e Mike Stoller. Os créditos das composições geralmente não eram confiáveis; muitos editores, executivos de gravação e até mesmo gerentes (brancos e negros) inseriam seus nomes como compositores para coletar cheques de royalties.
Covers eram comuns na indústria musical da época; tornou-se particularmente fácil pela provisão de licença compulsória da lei de direitos autorais dos Estados Unidos (ainda em vigor).] Um dos primeiros covers de sucesso relevantes foi a transformação de Wynonie Harris do hit blues original de Roy Brown de 1947, "Good Rocking Tonight" em um rock mais vistoso. A tendência mais notável, no entanto, foram covers pop brancas de gravações negras de R&B. O som mais familiar dessas capas pode ter sido mais palatável para o público branco, pode ter havido um elemento de preconceito, mas as gravadoras voltadas para o mercado branco também tinham redes de distribuição muito melhores e eram geralmente muito mais lucrativas.. Notoriamente, Pat Boone gravou versões higienizadas de canções gravadas por nomes como Fats Domino, Little Richard, The Flamingos e Ivory Joe Hunter. Mais tarde, à medida que essas canções se tornaram populares, as gravações dos artistas originais também foram tocadas no rádio.
As versões covers não eram necessariamente imitações diretas. Por exemplo, a versão incompleta de Bill Haley de "Shake, Rattle and Roll" transformou o conto humorístico e atrevido de amor adulto de Big Joe Turner em um enérgico número de dança adolescente, enquanto Georgia Gibbs substituiu o vocal duro e sarcástico de Etta James em "Roll With Me, Henry" (regravada como "Dance With Me, Henry") com um vocal alegre, mais apropriado para um público não familiarizado com a canção para a qual a canção de James foi uma resposta, "Work With Me, Annie" de Hank Ballard". A versão rock and roll de Elvis de "Hound Dog", tirada principalmente de uma versão gravada pela banda pop Freddie Bell and the Bellboys, era muito diferente do blues shouter que Big Mama Thornton havia gravado quatro anos antes.. Outros artistas brancos que gravaram versões cover de canções de rhythm & blues incluem Gale Storm ["I Hear You Knockin'" de Smiley Lewis], The Diamonds ["Little Darlin'" dos Gladiolas, e "Why Do Fools Fall in Love?" de Frankie Lymon & the Teenagers"], Crew Cuts ["Sh-Boom" de the Chords', e "Don't Be Angry" de  Nappy Brown], Fountain Sisters ["Hearts of Stone" de The Jewels] e Maguire Sisters ["Sincerely" de The Moonglows].

## Rock britânico

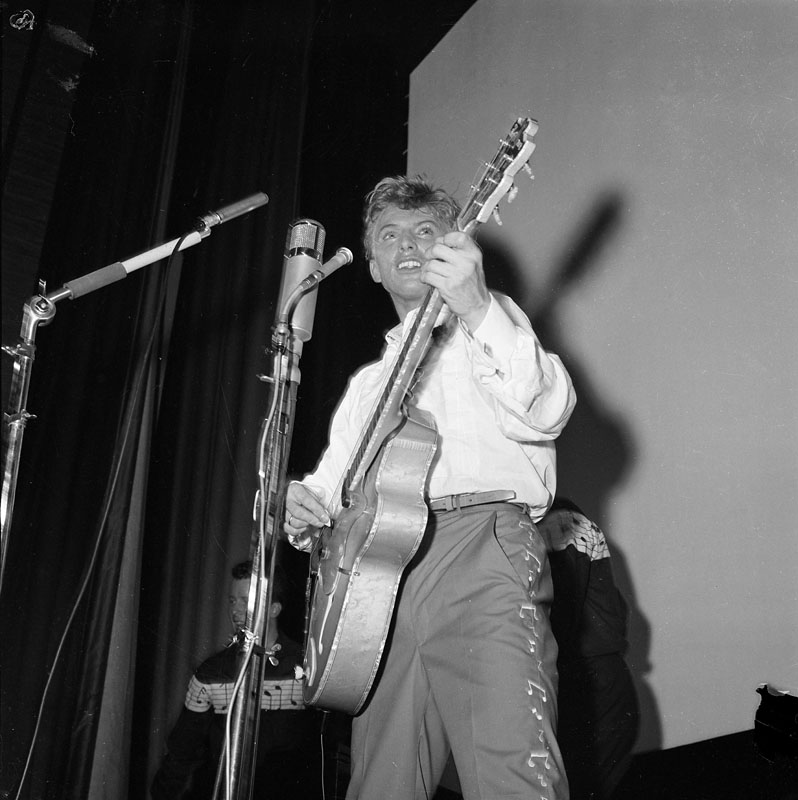
Tommy Steele, um dos primeiros roqueiros britânicos, se apresentando em Estocolmo em 1957

Na década de 1950, a Grã-Bretanha estava bem posicionada para receber a música e a cultura do rock and roll americano. Compartilhava uma linguagem comum, fora exposto à cultura americana por meio do estacionamento de tropas no país e compartilhava muitos desenvolvimentos sociais, incluindo o surgimento de distintas subculturas juvenis que, na Grã-Bretanha, incluíam os Teddy Boys e os rockers. Trad jazz se tornou popular, e muitos de seus músicos foram influenciados por estilos americanos relacionados, incluindo boogie woogie e blues. A mania do skiffle, liderada por Lonnie Donegan, utilizou versões amadoras de canções folk americanas e encorajou muitos da geração seguinte de rock and roll, folk, R&B e músicos beat a começar a se apresentar. Ao mesmo tempo, o público britânico estava começando a conhecer o rock and roll americano, inicialmente por meio de filmes como Blackboard Jungle (1955) e Rock Around the Clock. (1956). Ambos os filmes continham o sucesso de Bill Haley & His Comets, "Rock Around the Clock", que entrou nas paradas britânicas no início de 1955 - quatro meses antes de chegar às paradas pop dos Estados Unidos - liderou as paradas britânicas no final daquele ano e novamente em 1956, e ajudou a identificar o rock and roll com a delinquência adolescente. Artistas americanos de rock and roll, como Elvis Presley, Little Richard, Buddy Holly, Chuck Berry e Carl Perkins, depois disso, tornaram-se grandes forças nas paradas britânicas.
A resposta inicial da indústria musical britânica foi tentar produzir cópias de discos americanos, gravados com músicos de sessão e muitas vezes liderados por ídolos adolescentes. Mais roqueiros britânicos de base logo começaram a aparecer, incluindo Wee Willie Harris e Tommy Steele. Durante este período, o rock and roll americano permaneceu dominante; no entanto, em 1958, a Grã-Bretanha produziu sua primeira estrela e canção rock and roll "autêntica", quando Cliff Richard alcançou o número 2 nas paradas com "Move It". Ao mesmo tempo, programas de TV como Six-Five Special e Oh Boy! promoveu as carreiras de roqueiros britânicos como Marty Wilde e Adam Faith. Cliff Richard e sua banda de apoio, The Shadows, foram os artistas caseiros de rock and roll mais bem-sucedidos da época. Outros artistas principais incluem Billy Fury, Joe Brown e Johnny Kidd & the Pirates, cujo hit de 1960 "Shakin 'All Over" se tornou um standard do rock and roll.
Como o interesse pelo rock and roll estava começando a diminuir na América no final dos anos 1950 e início dos anos 1960, ele foi assumido por grupos nos principais centros urbanos britânicos como Liverpool, Manchester, Birmingham e Londres. Quase ao mesmo tempo, uma cena de blues britânico se desenvolveu, inicialmente liderada por seguidores puristas do blues, como Alexis Korner e Cyril Davies, que foram diretamente inspirados por músicos americanos como Robert Johnson, Muddy Waters e Howlin' Wolf. Muitos grupos se moveram em direção à música beat de rock and roll e rhythm and blues do skiffle, como os Quarrymen que se tornaram os Beatles, produzindo uma forma de revivalismo do rock and roll que os levou e muitos outros grupos ao sucesso nacional por volta de 1963 e internacional sucesso de 1964, conhecido na América como a invasão britânica. Os grupos que seguiram os Beatles incluíram Freddie and the Dreamers, com influência beat, Wayne Fontana e Mindbenders, Herman's Hermits e Dave Clark Five. Os primeiros grupos de rhythm and blues britânicos com mais influências de blues incluem Animals, Rolling Stones e Yardbirds.

## Impacto cultural
Alan Freed, também conhecido como "Moondog", é creditado como o primeiro a utilizar a expressão "rock and roll" para descrever a música rhythm and blues tocada para uma audiência multirracial. Enquanto trabalhava como DJ na estação de rádio WJW, em Cleveland, ele também organizou o primeiro grande concerto de rock and roll, o "Moondog Coronation Ball", em 21 de março de 1952. Posteriormente, Freed organizou muitos concertos de rock and roll marcados pela presença tanto de brancos quanto de negros, contribuindo ainda mais para introduzir estilos musicais afro-americanos para um público mais vasto.

### Tensões raciais
O rock and roll surgiu em uma época em que as tensões raciais nos Estados Unidos estavam próximos de vir à tona. Os negros norte-americanos protestavam contra a segregação de escolas e instalações públicas. A doutrina racista "separate but equal" foi nominalmente derrubada pela Suprema Corte dos Estados Unidos em 1954, mas a difícil tarefa de fazer respeitar a decisão estava por vir. Este novo gênero musical combinando elementos das músicas branca e negra inevitavelmente provocou fortes reações.
Depois do "The Moondog Coronation Ball", as gravadoras logo compreenderam que havia mercado formado pelo público branco para a música negra que estava para além das fronteiras estilísticas do rhythm and blues. Mesmo o preconceito considerável e as barreiras raciais não podiam barrar as forças do mercado. O rock and roll tornou-se um sucesso de um dia para outro nos Estados Unidos, repercutindo no outro lado do Oceano Atlântico e, talvez, culminando em 1964 com a "Invasão Britânica".
Os efeitos sociais do rock and roll foram massivos mundialmente, influenciando estilos de vida, moda, atitudes e linguagem. Além disso, pode ter ajudado a causa do movimento dos direitos civis, porque tanto os jovens norte-americanos brancos como os negros gostavam do gênero, que ainda derivou muitos estilos musicais: soul music, funk, progressivo, punk, heavy metal e alternativo.

### Culturateen

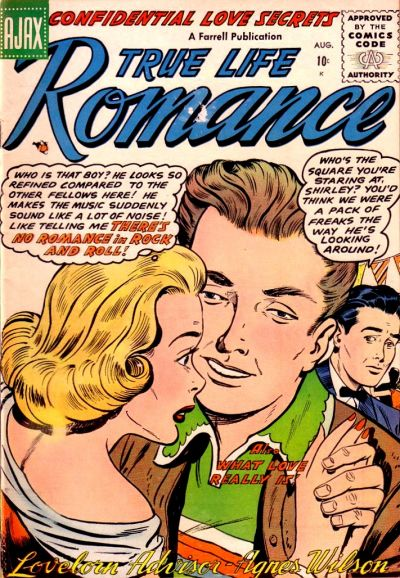
"There's No Romance in Rock and Roll" na capa da revista em quadrinhos True Life Romance de 1956

Um ídolo teen geralmente é um artista que atrai um grande número de seguidores, principalmente adolescentes do sexo feminino, devido à sua boa aparência, apelo sexual além de suas qualidades musicais. Um bom exemplo é Frank Sinatra na década de 1940, embora um exemplo anterior possa ser Rudy Vallée. Com o nascimento do rock and roll, Elvis Presley se tornou um dos maiores ídolos teen de todos os tempos. Seu sucesso levou os promotores de eventos à criação deliberada de novos ídolos, tais como Frankie Avalon e Ricky Nelson. Outros músicos daquela época também atingiram popularidade.
Devido ao sucesso de muitos outros artistas, como os Beatles e os Monkees, no meio teen, foram criadas algumas revistas orientadas exclusivamente ao público jovem (por exemplo 16 Magazine e Tiger Beat). Essas publicações mensais estampavam um ídolo teen na capa, bem como fotografias atraentes, uma seção de "Perguntas & Respostas", e uma lista de predileções (ou seja, cor favorita, comida favorita etc).
Os ídolos teen também influenciaram na produção de desenhos animados matutinos a brinquedos, entre outros produtos. No auge da popularidade dos Beatles, não era incomum ver perucas inspiradas no corte de cabelo, por exemplo.

### Militar
Durante a guerra do Vietnã, o termo "Rock and Roll" se referia ao disparo com uma arma automática (geralmente o fuzil M-16), empunhando a arma no quadril como uma guitarra. Era muitas vezes utilizado o termo "Let's Rock and Roll".

### Estilo de dança
Desde o seu início na década de 1950 até o início dos anos 1960, a música rock and roll gerou novos estilos de danças. Adolescentes encontraram, no ritmo irregular do Contratempo, a brecha para reavivar a dança jitterbug da era das big bands. Danças Sock-hops, de ginásio ou de festas em porões residenciais tornaram-se uma mania, e os jovens norte-americanos assistiam ao programa de televisão American Coreto, apresentado por Dick Clark, para se manter atualizados sobre os mais recentes estilos de dança e moda. A partir de meados dos anos 1960, quando o rock and roll gradualmente tornou-se rock, este influenciou danças de gêneros musicais seguintes, começando pelo twist, e conduziu em direção ao funk, disco, house, techno e hip-hop.